# Bisschoppelijk paleis van Breda

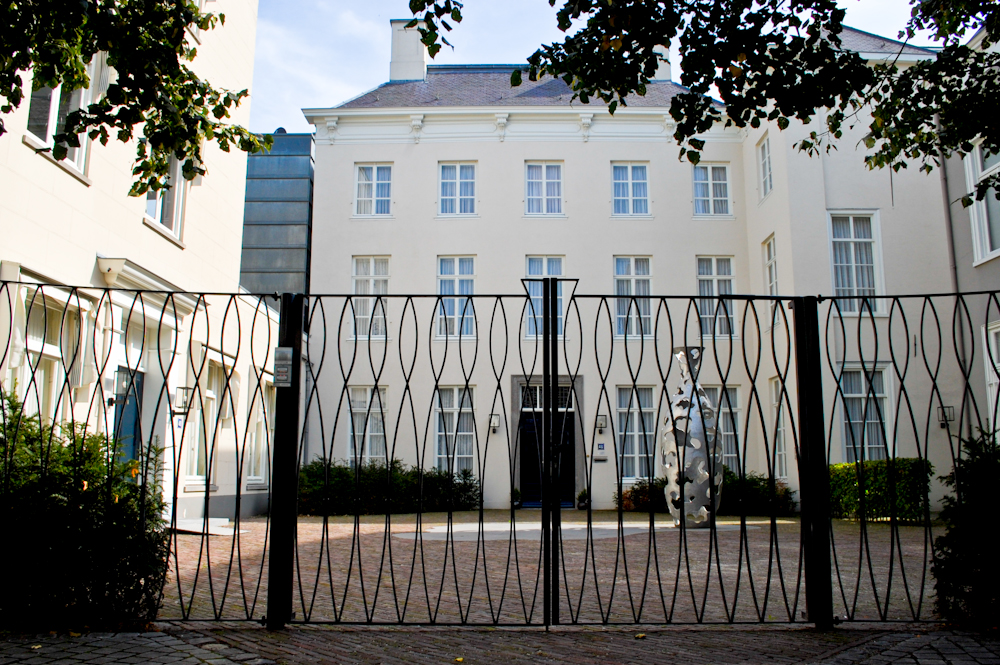
Het bisschoppelijk paleis in Breda

Het bisschoppelijk paleis van Breda is sinds 1859 de zetel van de bisschop van het Nederlandse bisdom Breda.

## Geschiedenis
Vroeg in de vijftiende eeuw liet Hendrik Montens een hofhuis bouwen. Hij was edelman en tevens rentmeester en raadsman van Hendrik III. Deze functie gaf hem de gelegenheid om het Mastbos ten zuiden van Breda aan te leggen. Hij droeg ook de titel 'Schout van Breda'. Hij liet het pand in gotische stijl herbouwen en verfraaien na de grote stadsbrand in 1534. In 1724 werd het pand verbouwd door Reynier van der Bleke, luitenant-generaal der Staten-Generaal en gouverneur van Sluis.
Het pand werd in 1859 aangekocht door het bisdom Breda als woonhuis voor de bisschop. Hierdoor kreeg het de titel "Bisschoppelijk Paleis". Het is het enige hofhuis in Breda dat nog steeds volledig als woonhuis gebruikt wordt. In het paleis staat nog het gotisch trappenhuis uit de zestiende eeuw. Ook is het paleis voorzien van een grote tuin.